# Sondernaturschutzgebiet Fondo Toce

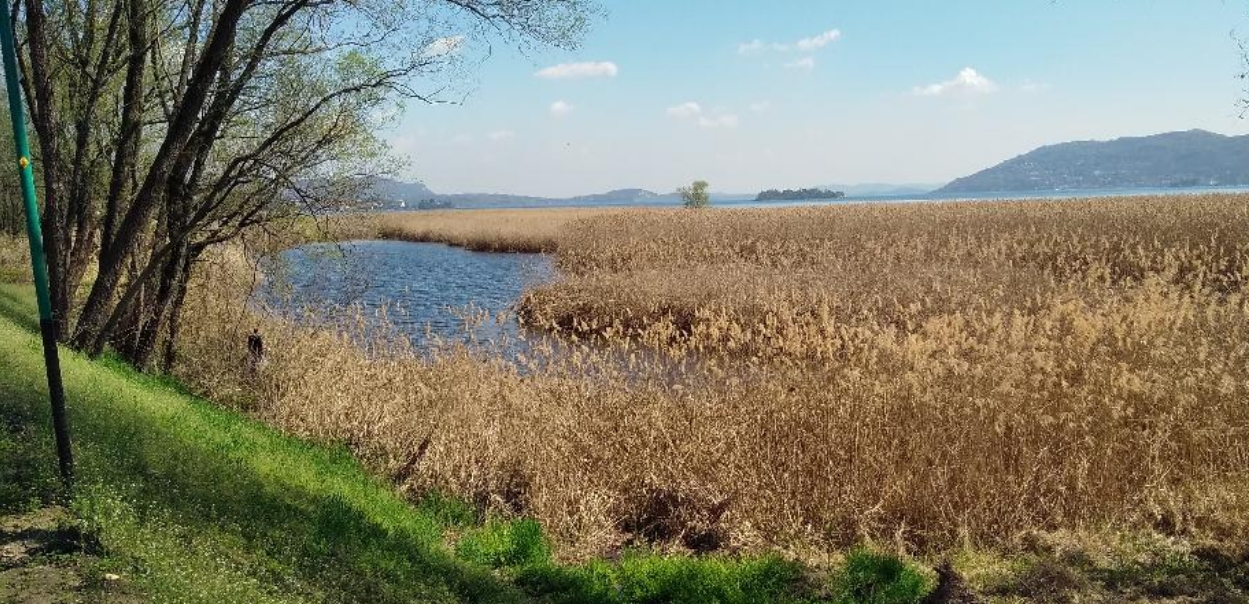
Schilfgürtel an der Mündung des Toce in den Lago Maggiore (2018)

Das Sondernaturschutzgebiet Fondo Toce (oder Sondernaturschutzgebiet von Fondotoce) ist ein Naturschutzgebiet in Norditalien, das durch das Regionalgesetz 51 vom 24. April 1990 eingerichtet wurde. Der Name bezeichnet die Mündung des gleichnamigen Flusses, nach der auch der Ortsteil Fondotoce im Gemeindegebiet von Verbania benannt ist, in dem die Mündung liegt.
Es ist ein Feuchtgebiet, das außer der Mündung des Flusses Toce in den Lago Maggiore das größte Schilfdickicht des Sees umfasst und besonders wichtig ist für die Reproduktion von Fischen und Zugvögeln, die mit zahlreichen und auch seltenen Arten präsent sind. Bemerkenswert sind die Schlafplätze der Kormorane am Flussufer und vor allem am Ende des Sommers die Ankunft von zig-Tausenden Schwalben auf dem Vogelzug, die sich im Schilfdickicht niederlassen.
Es sind auch seltene Pflanzenarten vorhanden, darunter die Wassernuss des Lago Maggiore (Trapa natans verbanensis).
Hier hat das Centro Studi sulle migrazioni del Fondotoce (Studienzentrum für die Migrationen des Fondotoce) seinen Sitz.